# Trichoniscus bulgaricus
Trichoniscus bulgaricus är en kräftdjursart som beskrevs av Mikhail P. Andreev 1970. Trichoniscus bulgaricus ingår i släktet Trichoniscus och familjen Trichoniscidae. Inga underarter finns listade i Catalogue of Life.